# 神宮前 (渋谷区)

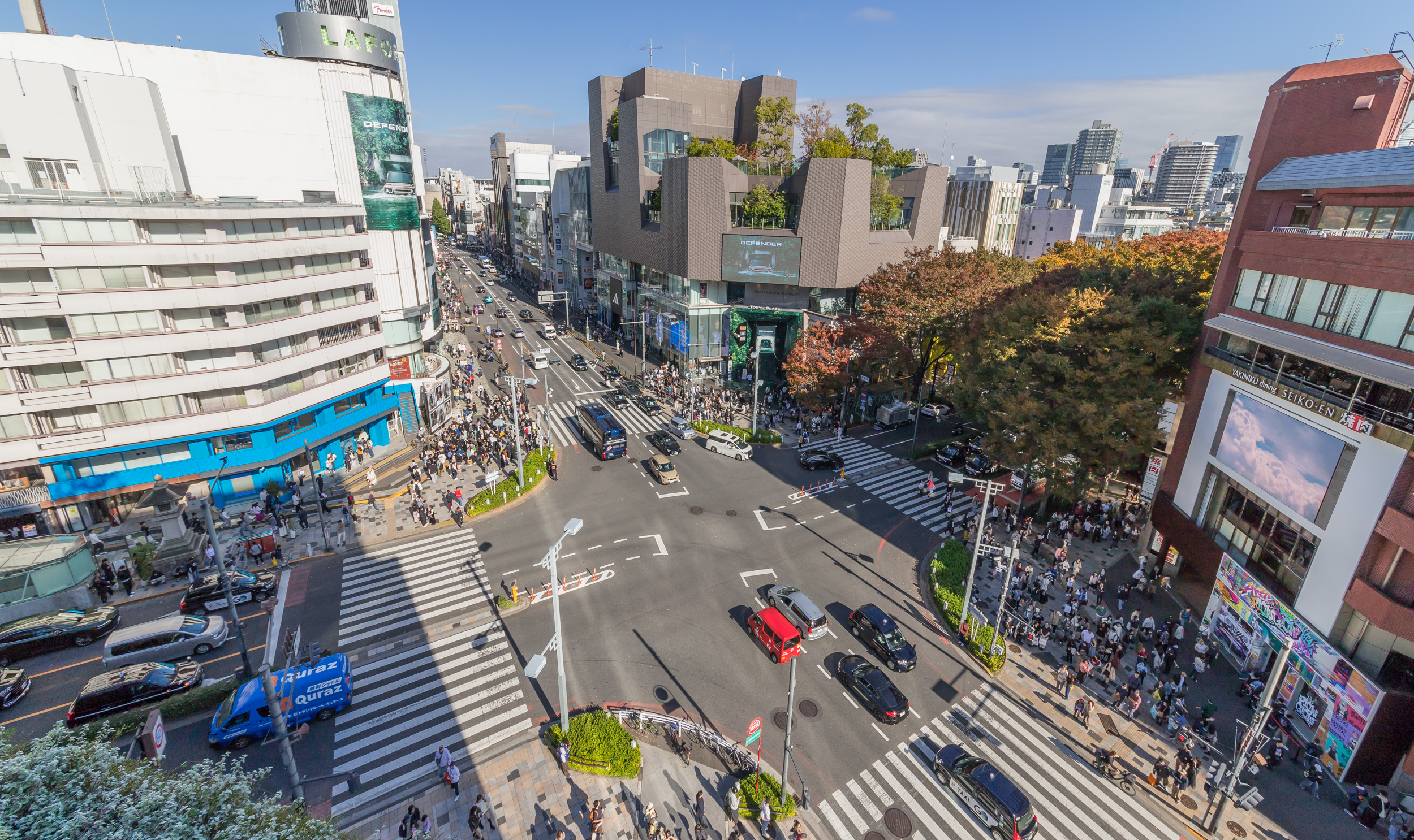
神宮前交差点

神宮前（じんぐうまえ）は、東京都渋谷区の町名。現行行政地名は神宮前一丁目から神宮前六丁目。住居表示実施済み区域である。

## 概要
「原宿」および「表参道」と通称される地域の公称地名であり、主に商業地と高級住宅街から構成されている。地名の由来は、明治神宮（渋谷区代々木神園町）の表参道にあることから。北西から時計回りに一丁目から六丁目となる。
隣接する千駄ヶ谷地区とともに、地域の大半（一丁目 - 四丁目全域、および五・六丁目の一部）が文教地区指定を受けており、その影響で風俗営業に該当するような店舗は少ない。

## 地価
住宅地の地価は、2025年（令和7年）1月1日の公示地価によれば、神宮前4-15-6の地点で275万円/m2、神宮前5-34-3の地点で182万円/m2となっている。

## 施設・名所
下記、ファッションブランドやパティスリー等の各店舗について、本店・旗艦店・それに準ずるもののみ掲載した（順不同 ）。「神宮前」に所在する店舗のみ掲載する。特に断りが無ければ「神宮前」はここでは表参道の並木道周辺界隈、青山通りや明治通り沿い界隈を指す。
竹下通りの他、裏原宿のキャットストリート界隈 にはハイブランドからストリートファッション、古着屋等が軒を連ねている。なお「青山 (東京都港区)#ファッションブランド」も参照。

### 神宮前一丁目
東は明治通りをはさんで、神宮前二丁目・神宮前三丁目・神宮前四丁目に接する。西はJR山手線をはさんで代々木公園と接する。南は表参道をはさんで、神宮前六丁目。北は千駄ヶ谷三丁目と接する。
主な施設
- 原宿駅（山手線）
- 明治神宮前駅（東京メトロ千代田線）
- 警視庁原宿警察署
- セコム本社ビル
- ユニバーサルミュージック日本法人本社 - 東郷神社隣接の神宮前タワービルディングに入居。
- 田村駒東京本社ビル（旧BS朝日原宿コロンブスビル）
- エース本社
- 神宮前公衆トイレ - ジブラルタ生命原宿ビル南側にある。渋谷区内に快適な公衆トイレを設置する「THE TOKYO TOILET」プロジェクトの対象となり、NIGOによるデザインで改築、2021年5月に利用が開始された。[8]
- 渋谷区立中央図書館 - 東郷神社裏手にある。
- 渋谷区立原宿外苑中学校 - 同上
- 千駄ヶ谷区民会館 - 同上
- Keisuke Matsushima（ケイスケ・マツシマ, フランス料理店） - 同上。南仏ニースで2005年から10年間ミシュラン一つ星。その東京店[9]。
- 東郷神社（東郷記念館） - 原宿神宮前交差点界隈にある。
- 浮世絵 太田記念美術館 - 同上
- きらぼし銀行 - 原宿神宮前交差点にあった旧国民銀行が吸収され旧八千代銀行の店舗になり、さらに2018年5月に同行が合併できらぼし銀行に改組。また同地には1986年に旧住友銀行に吸収された、小宮山雄飛の祖父が創業した旧平和相互銀行本店があった。
- 竹下通り
  - ブラームスの小径 - 仏作家フランソワーズ・サガンが命名したとされる小径（小道）[10]。
  - GRAM原宿店 ブラームスの小径入り口にあるパンケーキ中心のカフェ。
  - マリオンクレープ原宿竹下通り店 - 日本で初めて食べ歩き用クレープを販売したクレープ専門店[11]。
  - ブティック竹の子 - 桜上水店、新宿三愛店に続き1978年に竹下通りで開店後、竹の子族の由来となった、現在もアバンギャルドでシュールなコスプレ衣装店[12]。
  - サンリオ ビビティックス ハラジュク (sanrio vivitix HARAJUKU) - 2013年9月開店したティーン向けの店舗。竹下通りの原宿駅側にある。
  - ザ・ダイソー原宿店 - 竹下通りの原宿駅側にある。
  - SoLaDo竹下通り - 竹下通りの明治通り寄りに立地する複合商業施設。ティーン向けファッションブランドのレピピアルマリオ、ラブトキシック、ピンクラテ、ジェニィが出店している。
- ラフォーレ原宿 - 名称はフランス語の"ラフォーレ"から。
  - マックス・ブレナーチョコレート・ピザバー - イスラエル発のチョコレートチェーン。2013年に開店した日本第一号店の下記表参道ヒルズ店から2017年4月に移転してきた[13]。
  - 貴和製作所ビーズラボプラスカフェ - アクセサリーパーツやビーズのラボとカフェとの複合店舗。銀座にもカフェ併設店舗がある。
  - STORE by NIGO® - 裏原系ブランド A BATHING APE のNIGO®の店舗。
  - キットソン（2013年閉店） - 2009年にラフォーレ1階に開店した、ウェスト・ロサンゼルス発の米セレブに人気のセレクトショップだったが、現在は閉店。他に神宮前4丁目に路面店もあったがこちらも閉店した。
  - ジェフリーキャンベル - 21世紀に入ってスペインで創業し米国LAを本拠にする厚底ブーツ等のシューズブランド。
- アシックス原宿フラッグシップショップ - 竹下通り入り口明治通りにある。他に、宮益坂（渋谷1丁目）にアシックスウォーキングショップが、4丁目・神宮前小学校裏手にオニツカタイガーの店舗がある。
- ナイキ原宿 - また、ナイキキックスラウンジ表参道店が4丁目に、ナイキラボ店が南青山5丁目にある。
- ダイアナ原宿店 - 1948年、銀座で創業したレディース中心の靴やバッグ専門店。明治通りにある当原宿店の他に、銀座本店や渋谷店（宇田川町）などがある。
- H&M
- GAPフラッグシップ原宿 - 原宿駅前にある。元は下記東急プラザ表参道原宿が建つ旧ティーズ原宿に店舗があった。

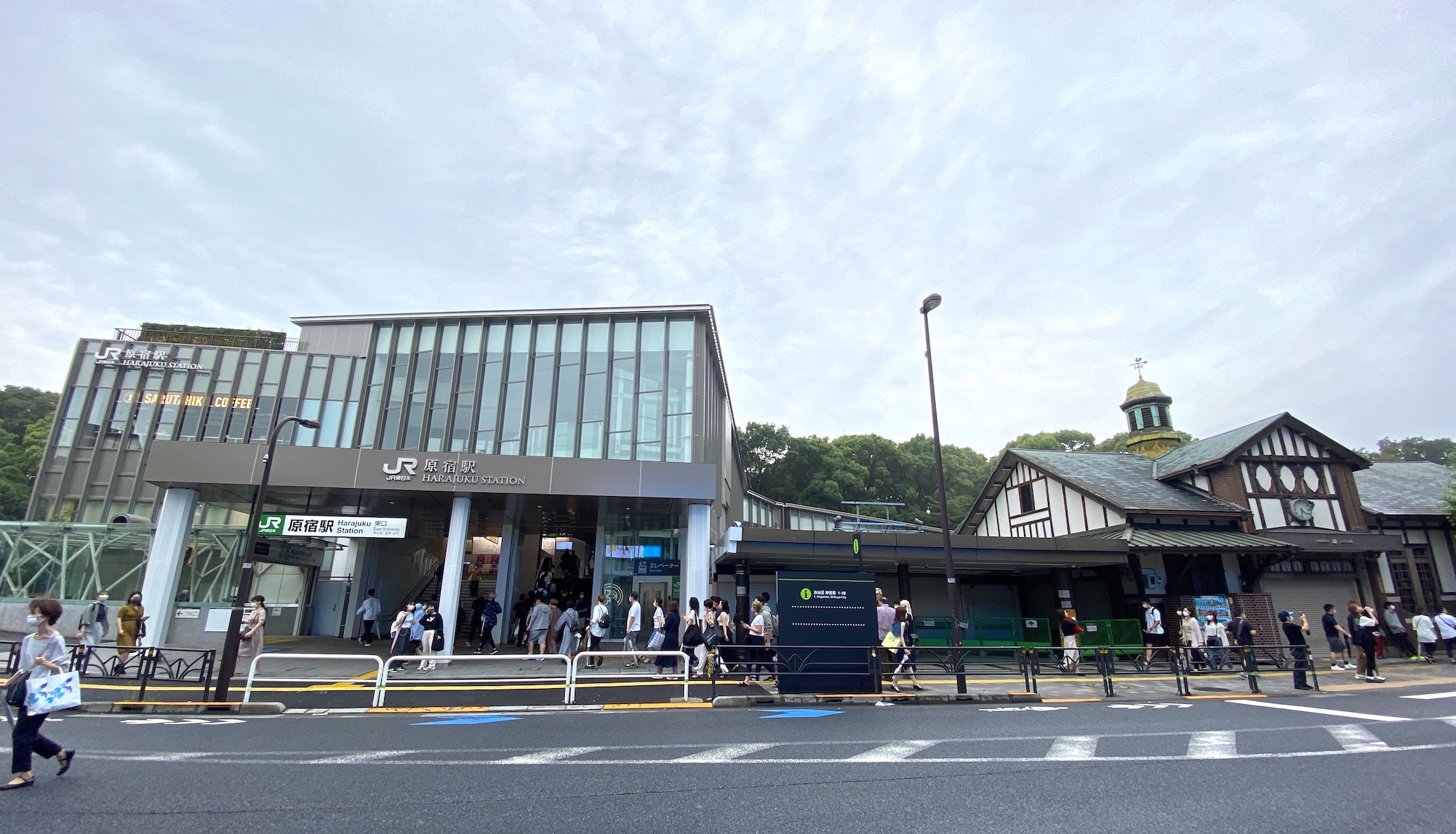
JR原宿駅

### 神宮前二丁目
主な施設
- トルコ共和国大使館
- エストニア共和国大使館 - キラー通り沿い裏手にある。
- 東京都立青山高等学校
- 國學院高等学校
- 勢揃坂（源氏坂）
- 神宮前熊野神社 - キラー通り沿いにある。
  - 三修社本社 - 境内の熊野神社ビル地階にある。
- ビクター青山スタジオ - キラー通り北端にある。
- 仙寿院 - 同上
- 千駄ヶ谷トンネル - 同上
- 渋谷神宮前郵便局
- 田谷本社 - 美容院チェーンを展開する会社。TAYA青山店が南青山5丁目にある。
- ディーン・アンド・デルーカ日本法人本社
- ディーゼル - 明治通りないしキャットストリートの北端、原宿警察署前神宮前1丁目交差点界隈にある。南青山5丁目にも店舗がある。
- クロムハーツ - 同上。向かいにユナイテッドアローズ原宿本店がある。南青山6丁目にも店舗がある。
- ショップレガロ - 1995年創業の日本のバッグ製造販売のショップ。神宮前1丁目交差点とキラー通りとの間にある。

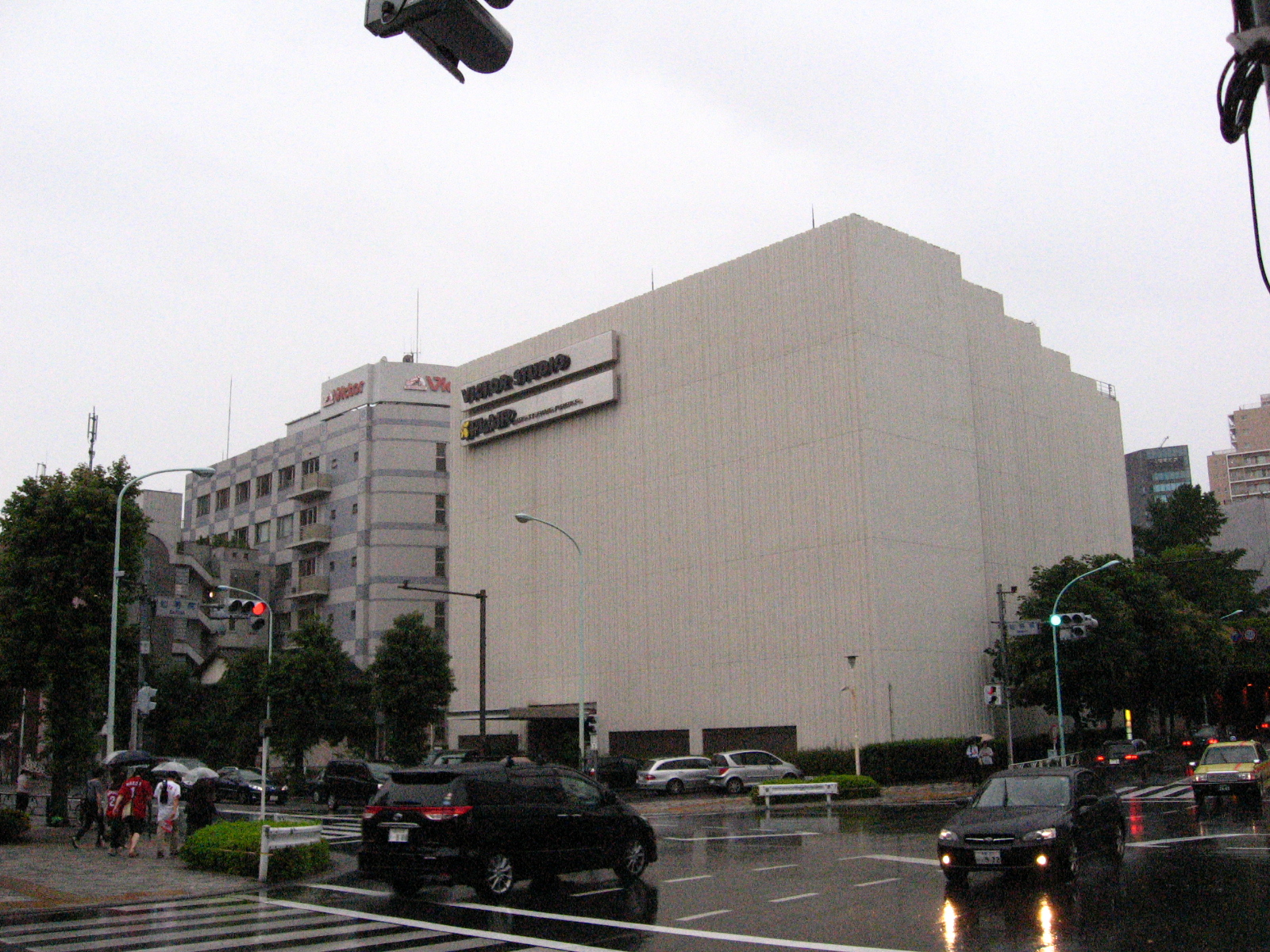
ビクター青山スタジオ
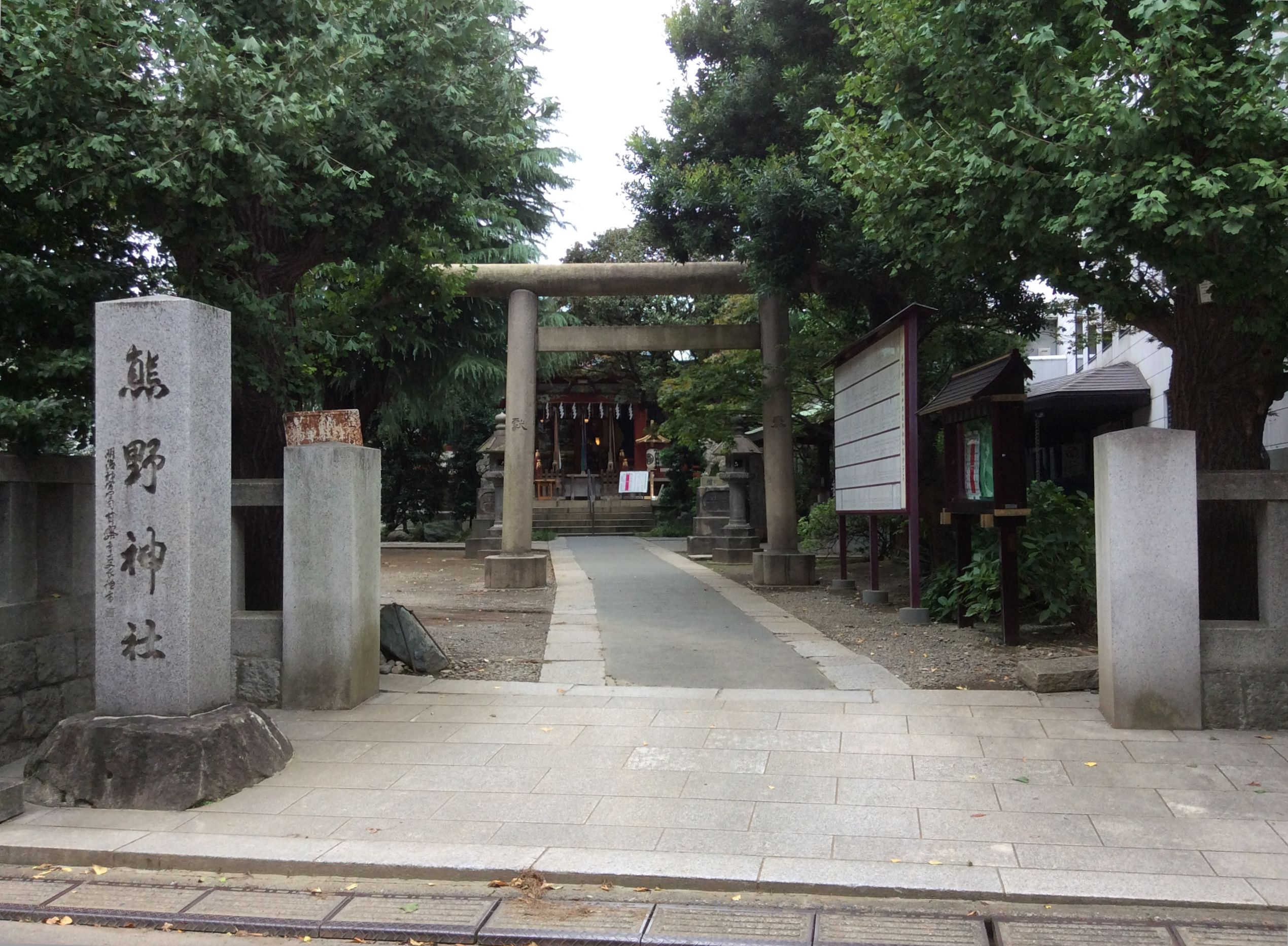
熊野神社（2016年10月10日撮影）
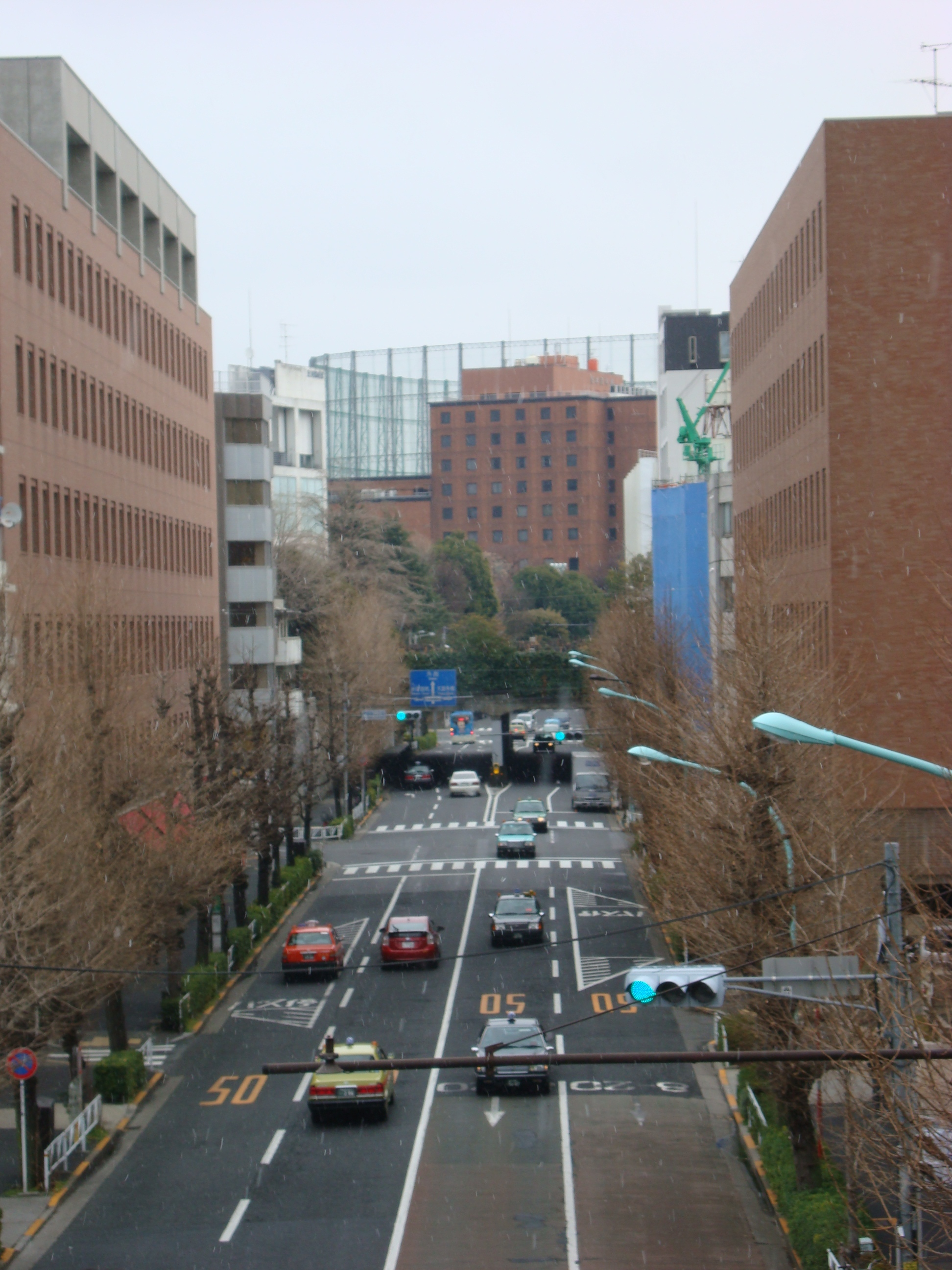
神宮前二丁目（右手）と千駄ヶ谷二丁目（左手）[注釈 2]

### 神宮前三丁目
東は外苑西通りをはさんで、北青山二丁目に接する。西は明治通りをはさんで神宮前一丁目と接する。南は神宮前四丁目。北は神宮前二丁目と接する。
主な施設
- 渋谷区立心身障害者福祉センターはぁとぴあ原宿 - キャットストリート北端にある。
- ワタリウム美術館 - キラー通り沿いにある。
- 妙圓寺 - キラー通り沿い裏手にある。
- 長安寺 - キラー通り沿いにある。
- 原宿団地 - 2010年に閉鎖・取り壊された。キラー通り沿いの跡地にはマンションが建つ。
- ビオセボン外苑西通り店 - 2008年、パリ創業のフランス発のオーガニックスーパー。日本ではイオンと合弁。2016年12月、麻布十番でピカール等イオングループ四社と共同初出店し、2018年5月にキラー通り沿いの同外苑西通り店が開店。他に中目黒、赤坂などにある[14]。
- トイサピエンス原宿フラッグシップストア - ホットトイズ社のフィギュア等キャラクターグッズ店。原宿警察署前神宮前1丁目交差点とキラー通りとの間にある。
- ベルエポック美容専門学校 - 名称はフランス語の"ベル・エポック"から。キャットストリート北端にある。
- 村越の水車 - キャットストリート北端にある穏田川にあった水車跡。現在地には史跡その他何も遺されていない。葛飾北斎の冨嶽三十六景「隠田の水車」は、この「村越の水車」か、あるいは下流にある穏田神社傍の「鶴田の水車」のどちらかだとされているが「村越」が有力[15]。
- DESIGN FESTA GALLERY（デザイン・フェスタ・ギャラリー） - キャットストリート北端にある、中庭にカフェがあるアートギャラリーの貸しスペース。有名無名アーティストらの発信の場。WEST, EAST館がある[16]。
- VACANT（ヴァカント） - 2009年に開業した芝居や展覧会などのイベントスペースかつアートギャラリー。キャットストリート北端にある[11]。
- Tokyo135°原宿本店 - 千円台からある着物店。キャットストリート北端にある。
- ユナイテッドアローズ原宿本店 - 明治通りないしキャットストリートの北端、神宮前1丁目交差点界隈にある。同原宿本店の他、表参道駅ナカのエチカにザ・ステーションストア・ユナイテッドアローズがある。
- ビームス - 東郷神社ないし原宿警察署向かい明治通り沿いにトーキョーカルチャートbyビームス、ビームスプラス、ビームスレコード等各ラインの店舗がある。
- パタゴニアサーフ東京 - 同サーフ東京店と神宮前6丁目の東京渋谷店の2店共がキャットストリート沿いにある。
- HEAD PORTER TOKYO - 裏原系の藤原ヒロシの店舗。竹下口交差点近くにある[17]。
- G2？ - きゃりーぱみゅぱみゅが利用する、エミリオ・プッチなどが中心の古着店。竹下口交差点近くにある[11]。
- ムラサキスポーツ原宿明治通り店 - 1968年、在日韓国人の金山良雄が創業したスポーツ用品専門店。明治通り沿い竹下口交差点の同原宿店は2号店として1980年に開店。他に、上野アメ横本店や神田小川町店などがある。
- SOPH.（ソフ） - 1998年創業の日本のメンズファッションレーベルショップ。3つのオリジナルブランドを展開する。神宮前1丁目交差点とキラー通りとの間にあり、その他六本木ヒルズやGINZA SIX等にも店舗がある[18]。

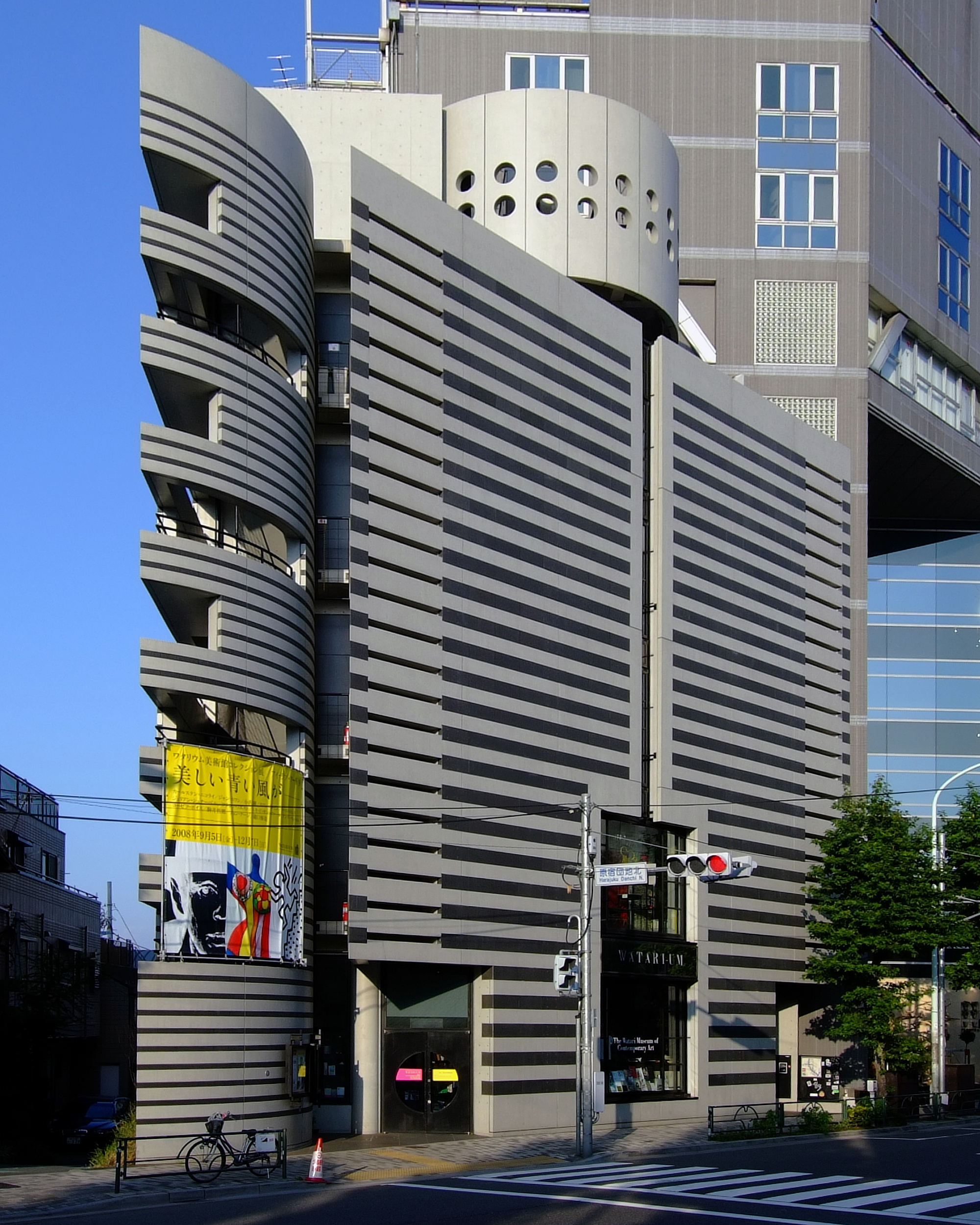
ワタリウム美術館

### 神宮前四丁目
東は北青山三丁目に接する。西は明治通りをはさんで神宮前一丁目と接する。南は表参道をはさんで、神宮前五丁目および六丁目。北は神宮前三丁目と接する。
主な施設
- 渋谷区立神宮前小学校
- 原宿警察署神宮前交番
- 西武信用金庫
- ワタナベエンターテインメント本社
  - 表参道GROUND
- ユナイテッド・カラーズ・オブ・ベネトン（現在は閉店） - 旗艦店が、2000年-2014年12月まで現在の表参道ヒルズ青山寄り裏手界隈にあった。
- 表参道・新潟館ネスパス - 表参道ヒルズ裏手界隈にある。
- 表参道ヒルズ
  - ボッテガ・ヴェネタ
  - バルマン - 1945年にパリで創業し、パリ8区フランソワ1世通りに本店を置くファッションブランド (Balmain)。銀座7丁目の路面店は並木通りの金田中ビルにあり、その他阪急メンズ東京に店舗がある。
  - ダン・ゲンテン (dan genten) - 長財布やバッグなど革アイテム中心にウェアからシューズまでの日本のブランド ゲンテン (genten) のメンズライン[19]。ゲンテン各ラインは同表参道や銀座の路面店、新丸ビル等の直営店から東急本店や銀座三越、GINZA SIX等の百貨店等まで全国展開している。販売会社のクイーポ社は、ランバンオンブルー等のサブライセンス会社の一つ[20]。
  - アンテプリマ - 1993年、日本人の荻野いづみがミラノで創業したイタリア発のバッグなど革アイテムのブランド。
  - ジミー・チュウ
  - ヴァレンティノ - 1960年、ヴァレンティノ･ガラヴァーニ (en) がローマで創業したイタリア発のブランド (Valentino SpA)[21]。その他、GINZA SIX、阪急メンズ東京、三越、伊勢丹新宿、西武池袋などに店舗がある。カジュアルラインで、2003年から展開しているレッドヴァレンティノが下記GYRE（ジャイル）裏手にある。
  - クロエ - プレタポルテの草分けであるフランス発のブランド。2015年に南青山5丁目みゆき通りの旗艦店が閉店したが、2017年9月に表参道ヒルズ内に再開店した[22]。
  - ディオール パフューム&ビューティ クリニック
  - シュウ ウエムラ表参道総本店 - 現在はロレアル傘下の化粧品ブランド。
  - マック (M･A･C) - 1984年、トロント創業のカナダ発の化粧品店。
  - ハリー・ウィンストン
  - マルティニーク ルコント - 南青山みゆき通りでセレクトショップ プレインピープルやコンバーストウキョウを展開する日本のメルローズ社によるファッションブランド (Martinique) かつセレクトショップ。代官山や丸の内（有楽町）、ルミネ各店、大阪梅田や京都などに店舗がある。
  - アーバンリサーチ - 大阪発のファッションや雑貨等のオリジナルブランド、かつセレクトショップ。神宮前6丁目キュープラザ原宿内の他、渋谷界隈などに店舗がある。
  - パスザバトン - アンティークやヴィンテージ品、古着等アパレルなどのセレクトショップかつリサイクルショップ。その他オリジナルブランドもある。
  - ジャン＝ポール・エヴァン - パリ1区サントノレ通り等に店舗を構えるMOFのショコラティエによるショコラトリーないしパティスリー[23]。
  - ユーゴ＆ヴィクトール - 2010年からパリ7区ラスパイユ大通り等に店舗を構えるショコラティエによるショコラトリーないしパティスリー[23]。日本では近藤広幸のマッシュHDが販売総代理店となり、2016年3月に海外一号の同店を開店[24]。フランス語での本来の読み方は「ユーゴ・エ・ヴィクトール」となる。
  - TORAYA CAFE - 赤坂御用地向かい赤坂に本店がある老舗和菓子屋とらやのカフェ。近隣店鋪に、南青山5丁目交差点界隈の北青山店、新青山ビルの青山店等がある。
- 東急プラザ表参道原宿 - 原宿セントラルアパート跡に建てられた旧ティーズ原宿 (t's harajuku) 跡に、2012年に建てられた。
  - アメリカン・イーグル・アウトフィッターズ
  - トミーヒルフィガー - 6丁目原宿神宮前交差点周辺界隈にも店鋪がある。
  - ジル・スチュアート Beauty & PARTY - 2015年9月からのジル・スチュアートによる新店舗。GINZA SIXと東急プラザ表参道原宿店の2店で展開。
  - 伊勢丹ミラー - 伊勢丹のコスメショップ。
  - オゥ・パルファム - "パリジェンヌのパルファム"を意識した日本のコスメ&香水ショップ。
  - グラムベイビー - 携帯から小物、アクセサリー関連デコレーションの、日本のオーダーメイドショップ。
  - ハルタ
  - ミネトンカ - 1946年、ミネアポリスで創業、スリッパからブーツの米国発の靴ブランド。
  - スターバックス
- YMスクウェア原宿 - 上記ティーズ原宿 (t's harajuku) と共に原宿セントラルアパート跡に建てられた。
  - ボンボンウォッチ - シャンゼリゼやモンテーニュ大通り界隈、パリ8区マリニャン通りにあるフランス発の時計ブランド。日本では、銀座本店や心斎橋、博多阪急内にある。"ボンボン"はフランス語で"キャンディー"の意。
  - アディダスブランドコアストア原宿 - NY店に続き世界で第二号店。ランニング特化のショップ。5丁目キャットストリート沿いに旗艦店のフラッグシップストア東京がある。
  - ハンジロー - 盛岡発の古着主体のアパレルショップチェーン。
  - キンジ原宿店 - 1982年、大阪アメリカ村で開業したのを起源とする古着屋ないしアパレルリサイクルショップの大型店。東京では下北沢店がある[25]。下記原宿シカゴや郊外型チェーンのモードオフなどと同様、ベーシックスタイルゆえ対象年齢層も幅広い[26]。
  - WEGO（ウィゴー）TOKYO原宿店 - 1994年、大阪アメリカ村で開業した古着屋ないしアパレルリサイクルショップ。下北沢などの他、竹下通り界隈に数店舗ある[27]。
  - カワイイ モンスター カフェ - 増田セバスチャンがプロデュースした「カワイイ」系カフェ。
- エムズクロス表参道
  - ロンシャン - 1948年創業のフランス発のブランド。サン＝ジェルマン＝デ＝プレ地区のパリ6区ヴュー・コロンビエ通りやシャンゼリゼ通り界隈等に店鋪がある。東京では銀座と表参道に路面店があるが、後者は旗艦店として2017年9月から原宿神宮前交差点界隈に新築されたエムズクロス表参道ビルに移転した[28]。
- リンツ ショコラ ブティック&カフェ 表参道 - 2021年6月、表参道交差点（北青山3丁目）から移転。
- ニューバランス原宿 - 他に、南青山5丁目交差点（神宮前5丁目）界隈にニューバランス青山がある。
- チャールズアンドキース - 1996年シンガポール発のレディースブランド[29]。
- マイケル・コース
- イヴ・サンローラン
- マッシモ・アルバ - 2006年創業、ミラノとローマを中心に展開する、カシミア・ニットなどを中心としたイタリアのファッションブランド。輸入販売総代理店の日本のコロネット社により、2014年10月に神宮前小裏手エスパス表参道で開店[30]。
- イザベル・マラン（Isabel Marant） - 1994年創業のフランス発のブランド。パリ16区ヴィクトル＝ユーゴー大通りや6区ジャコブ通り、11区シャロンヌ通り界隈等に店舗がある。2012年に表参道進出した[31]。ともにジャコブ通りや東京の表参道界隈（夫々表参道ヒルズ裏手青山寄りとフロムファースト）にブティックを持つジェローム・ドレフュス (Jérôme Dreyfuss) は夫[32]。但し、ドレフュスのフロムファースト店は2014年10月開業、2018年閉店。
- ラルフ・ローレン - ラインの一つRRLの店舗も隣接し、5丁目キャットストリート店もある。
- シップス - キャットストリート沿いにある。
- アングローバルショップ - アパレルのアングローバル社によるセレクトショップ。1990年から英ブランド マーガレット・ハウエル (en) を傘下にし、また独自ブランドも展開する。表参道ヒルズ裏手青山寄りにある。2018年8月31日まで全店舗が閉店し業態変更をする[33]。
- Chaos表参道（カオス表参道） - ニナ・リッチ、ジル・サンダー、メゾン・マルジェラなどハイブランド中心のセレクトショップ。表参道ヒルズ裏手青山寄りないし下記伊藤病院裏手界隈にある。
- HUF（ハフ） - 2002年、サンフランシスコ創業の米国発のスケートボード等フットウェアのブランド。2018年4月、裏原宿の旧プロペラ通りで開店[34]。
- ベイプストア (BAPE STORE) 原宿 - 1993年創業、裏原系ブランド A BATHING APE の店舗。ブランドは現在香港のI.T社所有。神宮前小裏手の同店の他、同4丁目旧プロペラ通りの若年向け店 AAPE STORE HARAJUKUがある。その他渋谷や南青山5丁目みゆき通り裏手など、さらに2017年12月にはパリ4区でも開店した[35]。同様に上記藤原ヒロシの店舗 HEAD PORTER TOKYO は神宮前3丁目竹下口交差点界隈にある。
- オニツカタイガー表参道 NIPPON MADE - アシックスのラインかつナイキの元祖。同上、神宮前小裏手にある。
- 原宿シカゴ神宮前店 - 古着屋ないしアパレルリサイクルショップチェーン。同神宮前店はキャットストリート沿いにあり、同表参道店は原宿神宮前交差点コープオリンピア・アネックスビルにある。
ちなみに、神宮前4-6丁目のキャットストリート界隈中心に古着屋等が集積し、同シカゴや上記キンジWEGO下記RAGTAGなど以外にもフラミンゴ、サンタモニカ、大阪アメ村発サントニブンノイチ、アポロ等その他多くの店舗が連なる[26]。
- 大江戸和子 - 表参道沿い神宮前交番傍にある着物のアンティークないしヴィンテージ、あるいは古着屋ないしリサイクルショップ[11]。
- HARAJUKU BOX CAFE & SPACE - おそ松くんなど様々なキャラクターとタイアップするコラボカフェ。竹下口交差点近くにある[11]。
- フライングタイガーコペンハーゲン表参道ストア - デンマーク・コペンハーゲン発の雑貨店チェーン。青山寄り下記伊藤病院裏手にある。
- ケサランパサラン表参道直営店 - まつ毛エクステ等のエステサロン - 同上
- Apple Store原宿店 - 表参道沿い青山寄りにある。
- 伊藤病院 - 表参道沿い青山寄りに古くからある病院

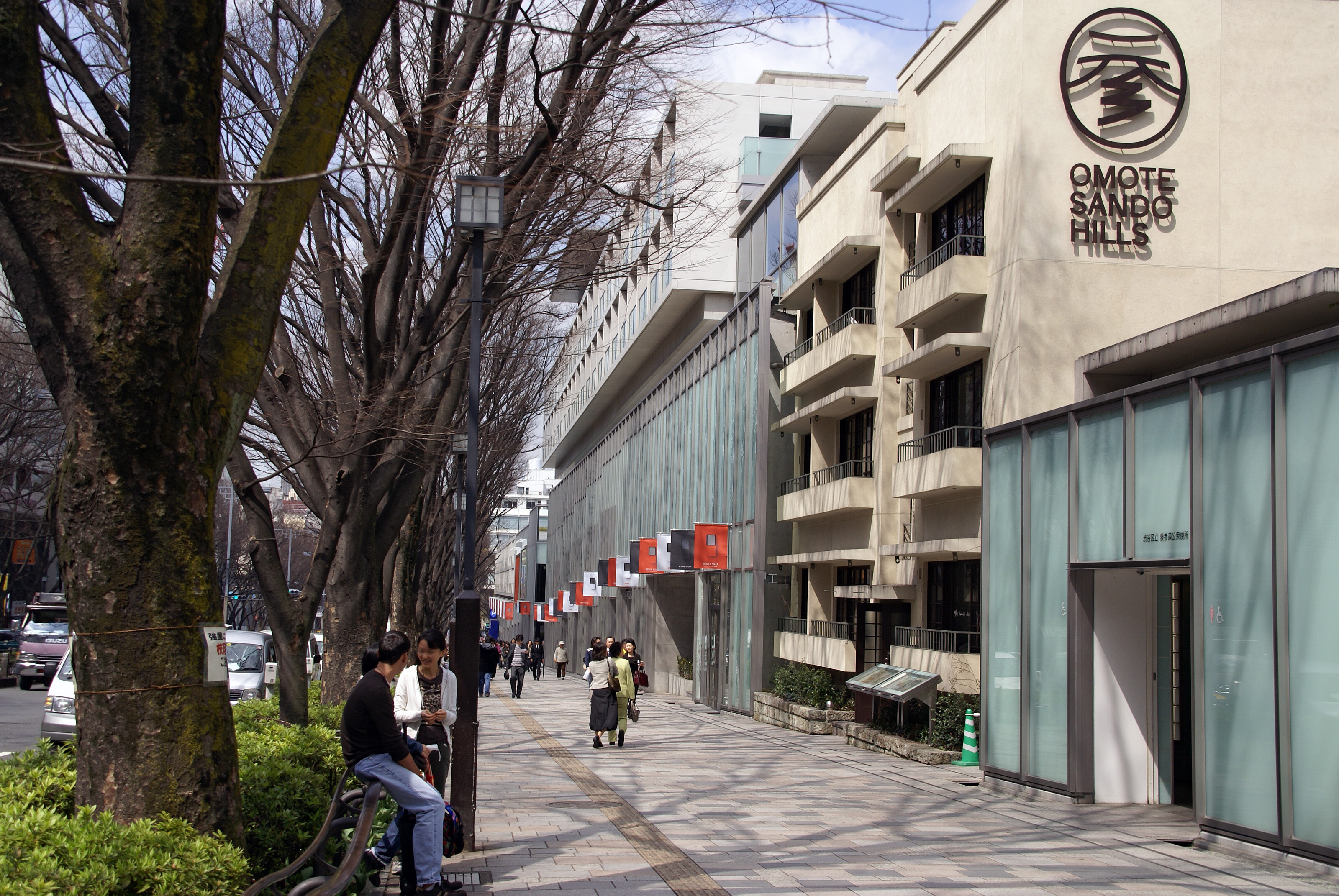
表参道ヒルズ

### 神宮前五丁目
東は北青山三丁目、青山通りをはさんで渋谷四丁目に接する。西は神宮前六丁目と接する。南は渋谷一丁目。北は表参道をはさんで、神宮前四丁目と接する。青山通り沿いの国連大学やコスモス青山、オーバルビル、旧こどもの城があるエリア一帯は、かつて都電青山車庫があった場所。
主な施設
- ネッコ坂
- 国際連合大学本部
  - 国連大学前で、毎週末に産地直送マルシェが開かれている。
- 国際連合広報センター
- 国際連合開発計画駐日事務所
- 国際連合人口基金東京事務所
- 国際労働機関駐日事務所
- 国際連合児童基金東京事務所
- 国際連合工業開発機関東京投資・技術移転促進事務所
- 国連大学サステイナビリティと平和研究所
- オーバルビル
  - マクドナルド
  - やよい軒
  - 丸亀製麺
  - ルークス ロブスター - 2009年、ロウアー・マンハッタンのイースト・ヴィレッジで創業、米国発のロブスターロール (en) の専門店カフェ[36]。同青山店の他、2015年国内第1号店キャットストリートの表参道店や公園通り傍の渋谷店、2018年7月から銀座店、新宿サザンテラス店等がある[36]。
  - アイランドヴィンテージコーヒー
  - 渋谷青山通郵便局
  - ソニーライフ・エイゴン生命保険
  - フォーバル
- コスモス青山 - オーバルビルおよび国連大学の裏手にある。
  - 青山ブックセンター
  - 東京都住宅供給公社本社（JKK東京） - 募集センターも併設。
- ラ・ポルト - 南青山5丁目交差点界隈青山通り沿いにある複合ビル。建て替えられる前の90年代までは、事務フロアやコンビニ、青山ごはん亭等が入居する大坪ビルという建物だった。
  - ピエール・エルメ・パリ
  - ELLE café AOYAMA（エル・カフェ・青山） - 2016年11月開店。パリ1区サントノレ通りや16区パッシー通り等に店舗を構え近年人気のサラ・ラヴォワンヌ (fr) がインテリア・デコレーター[37]。
  - ブノワ - アラン・デュカスによるフランス料理店。
  - クリスチャン・バウアー - ドイツ発の宝石店。
- ニューバランス青山 - 南青山5丁目交差点花の館裏にある。
- 灘屋総本店 - 同南青山5丁目交差点にある古くからある酒屋。
- Found MUJI 青山 - 無印良品一号店。同上南青山5丁目交差点界隈にある。
- SABON表参道本店 - 同上南青山5丁目交差点裏手界隈にある。
- ユトレヒト - 写真集やら本屋をメインにギャラリー、雑貨、アパレル等を扱うショップ[38]。5丁目旧こどもの城裏手の奥まった住宅街にある。また、同建物にはアパレルセレクトショップかつギャラリーの Graphpaper 等がある。
- テレビマンユニオン本社
- 天理教東中央大教会 - ネッコ坂にある。
- 東京第一科学者キリスト教会 - クリスチャン・サイエンスの教会。表参道裏手にある。
- 東京ユニオン・チャーチ - 古くから表参道沿いにある教会。
- カワイ表参道 - 表参道沿いにある河合楽器製作所の楽器店とミニホール。カワイミュージックスクール併設。
- LIPPS表参道店 - 美容院チェーン。本社も同地5丁目表参道裏手にあり1丁目に原宿店がある。
- 平禄寿司東京渋谷表参道店 - 元の名称は元禄寿司で回転寿司の先駆けチェーン。表参道沿いにある。
- ブボ バルセロナ表参道本店 - バルセロナで創業したスペイン発のショコラティエないしショコラパティスリー[23][39]。表参道裏手にある。
- マックスアンドコー (MAX & Co) - 1986年、マックス・マーラグループのラインとしてレッジョ・エミリアで創業したイタリア発のファッションブランド[40]。表参道沿いにある。
- ブッテロ - 1974年創業。伊トスカーナ地方の牛や羊飼い (Buttero) 用ブーツを起源とするブーツ・バッグその他革アイテムのブランド。2004年9月開店の北青山寄りネッコ坂界隈にある店舗は世界初店舗[41]。
- ポーター表参道 - 2000年に開店した吉田カバンの初直営店、かつその鞄ブランド (PORTER)[42]。表参道裏手の同店、丸の内など都内各所、大阪など全国各地、ソウル・台北・香港など東アジア圏に店舗がある。上記藤原ヒロシのブランド ヘッド・ポーターやフラグメントのバッグ製造を請け負っている[43]。
- エポイルーム - 日本のバッグなどレディースの革アイテムブランド。同上表参道裏手にある。
- GANZO - 長財布などメンズの革アイテムブランド。エポイルームと同じアジオカ社による日本のブランド。同上エポイに隣接。
- ジャマン・ピュエッシュ (Jamin Puech) - 1991年、パリで創業したパッチワーク柄のアクセサリーやバッグのファッションブランド。2001年にパリ、NYに次ぐ3店舗目として東京・神宮前に開店。マレ地区のパリ3区ヴィエイユ＝デュ＝タンプル通り68番地に本店を置く。パリのシャネル本店前カンボン通りや大阪梅田などにも店舗があった[44]。同上表参道裏手にある。
- チャムス (CHUMS) - 1983年、ユタ州内コロラド川のリバーガイド マイク・タゲットと友人らが創業した米国発のアウトドアカジュアルブランド[45]。同上表参道裏手にある。
- トゥミ - 同上表参道裏手にある。
- トッズ - 表参道沿いにある建物は伊東豊雄設計[46]。
- リモワ - 同上表参道沿いにある。
- ジル・サンダー - 南青山みゆき通り先根津美術館並びの青山店は2018年8月閉店し、同年9月、同上表参道沿いミッソーニ跡に移転。
- ルイ・ヴィトン - 同上表参道沿いにある。
- バーバリー - 同上表参道沿いにある。また、6丁目明治通り沿いにバーバリーブルーレーベル原宿店もあったが、2015年にバーバリーとのライセンスが切れた三陽商会が同社との契約から新たにブルーレーベル・クレストブリッジとして出店[47]。
- ポール・スチュアート - 1938年、ミッドタウン・マンハッタンのマディソン街東45丁目で紳士服の専門店として創業した米国発のブランド[48]。日本国内ではライセンスを持つ三陽商会のレーベル(ブランド)の一つになり、1981年以来、石垣に囲まれた表参道沿いの現在地に旗艦店を置く。
- ディオール - 同上表参道沿いにある。
- GYRE（ジャイル） - 原宿神宮前交差点界隈キャットストリート隣接表参道沿いにあるアパレルやレストラン等が入る複合商業施設。元は表参道ビブレの建物があった[38]。
  - メゾン・マルジェラ - 1988年パリ発のファッションブランド。「反モード」を掲げ、リメイク品に白ペンキを塗るスタイルは「ポペリズム」（貧困者風）と呼ばれた[49]。MM6メゾン・マルジェラが表参道ヒルズとGINZA SIX などにある。
  - シャネル
  - ケンゾー（高田賢三） - 1970年パリで創業し、パリ2区ヴィヴィエンヌ通りに本社がある"フランス発"のブランド。2013年骨董通りの南青山店は閉店したが、2018年12月に同ジャイルで開店[50]。
  - デルヴォー (Delvaux) - 1829年にブリュッセルで創業した世界最古を謳うベルギー発の、バッグ等のラグジュアリー革アイテムのブランド。
  - プレイ・コム デ ギャルソン - また、この神宮前店には同ブランドのラインであるトレーディング・ミュージアム・コム デ ギャルソン店も併設。同ブランドの本店自体は南青山5丁目にある。
  - F.I.L. Indigo Camping Trailer - 2000年に中村ヒロキが創業、シューズから始まったファッションブランド ビズビム (Visvim)の店舗。2009-10年にはモンクレールともコラボした。ジャイル傍にも店舗 Free International Laboratory (F.I.L) がある[51]。
  - MoMAデザインストア - ニューヨーク近代美術館の米国外初のミュージアムショップ。
  - 表参道うかい亭（鉄板焼店）
- レッドヴァレンティノ - 上記表参道ヒルズにあるイタリア発のファッションブランド ヴァレンティノ (Valentino SpA) のカジュアルラインで、2003年から展開している[52]。フロムファーストに入居していたが、南青山のフロムファーストから2018年9月に神宮前5丁目GYRE（ジャイル）裏手に新たな旗艦店を開店し移転[53]。
- エスパス タグ・ホイヤー - コレクション店舗。表参道沿いと銀座にある。
- ランバンオンブルー - キャットストリート沿いにある。
- ラルフ・ローレン キャットストリート店
- アディダスオリジナルス フラッグシップストア東京 - キャットストリート沿いにある。
- ポール・スミス - キャットストリート沿いにある。また、同5丁目南青山5丁目交差点裏手にポール・スミス・スペースがあり、最上階はギャラリーになっている[54]。
- ステューシー - キャットストリート沿いにある。
- オリエンタルバザー（手工芸職人協会） - 下記キデイランドと共に表参道界隈では有名な、界隈に古くから建つ和様建築風の建物。陶器や和装品土産を求めに、外国人観光客が多く訪れる。
- スターバックス表参道B-SIDE店 - キャットストリート沿い裏手にある。
- 笑たこ原宿表参道店 - キャットストリート沿いにある。

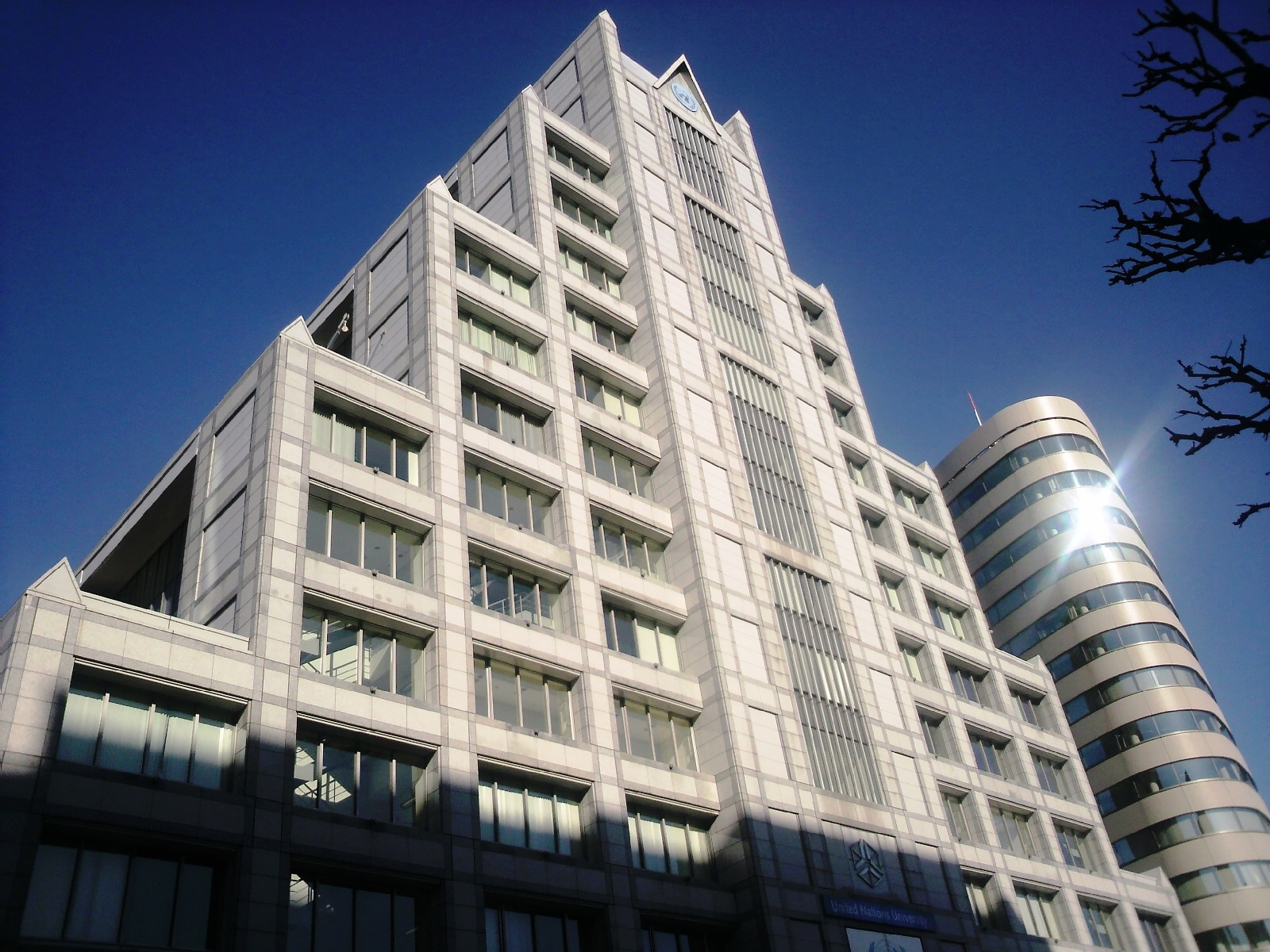
国際連合大学本部

### 神宮前六丁目
東はキャットストリートをはさんで、神宮前五丁目に接する。西はJR山手線をはさんで国立代々木競技場ないし代々木公園、神南一丁目と接する。南は宮下公園。北は表参道の通りをはさんで、神宮前一丁目および四丁目と接する。
主な施設
- 宮下公園
- 明治神宮前駅（副都心線）
- 神宮前六郵便局
- 渋谷区役所神宮前出張所・渋谷区神宮前区民会館・神宮前敬老館・神宮前保育園
- 渋谷区神宮前隠田区民会館
- ワールド・ハイビジョン・チャンネル本社
- シェーキーズ原宿店（2014年閉店） - 1977年以来、界隈に古くからあったピザチェーン店。キディランドとキャットストリートとに挟まれてあった。現在は、アイランド・ヴィンテージ・コーヒー表参道店が入居。
- キデイランド
  - スヌーピータウンショップ原宿店
- ICE MONSTER表参道 - マンゴーかき氷（英語版、中国語版）等で知られる台湾発のかき氷店。上記イスラエル発のマックス・ブレナーラフォーレ原宿の他、パリ6区サンジェルマン・デプレ地区にある老舗カフェ レ・ドゥ・マゴと海外提携第一号店を渋谷文化村に出店し、南青山みゆき通り等にトヨタのレクサスブランドのビストロないしカフェINTERSECT BY LEXUS - TOKYO 等を出店する日本のトランジット・ジェネラル・オフィス社によるライセンス店舗[55]。表参道沿いにある。
- TOWER RECORDS CAFE（タワーレコード カフェ）表参道店 - 同上表参道沿いにある。
- T.G.I. FRIDAYS原宿店 - ダイニングバーのチェーン。同表参道沿い裏手にあるほか六本木等にある。向かいには同様のラーメンチェーン光麺が立地する。
- 原宿八角館 - 神宮前交差点にある複合商業施設。それまでは同名の朝鮮焼肉店の他、1階にはロッテリアが入居していた。
  - ロジェ・ガレ表参道ブティック（2018年3月閉店） - パリ1区のサントノレ通り等に路面店ないし旗艦店がある香水店。2015年5月に世界第二号、日本第一号の旗艦店として開店したが、2018年3月に閉店[56]。その他松屋銀座、そごう横浜、大阪ルクア、阪急うめだ等に店舗がある。
  - パンドラ表参道
  - ジョナサン原宿八角館店
  - ゆうちょ銀行原宿八角館内出張所
- ユーハイム東京支社
- コロンバン原宿店 - 旧喫茶とは異なり明治通り沿いにある。
- The Iceberg - 表参道沿いにある。
  - アウディフォーラム東京 - アウディのショールーム。
- コープオリンピア - 同上表参道沿いにある。
  - 南国酒家原宿店、南国酒家迎賓館
  - ラコステライブ 原宿オリンピアアネックス店（2018年閉店） - 明治神宮や原宿駅に面したコープオリンピア1階にあった。他に、南青山表参道交差点にラコステ青山店（2018年閉店）があった。
- ZARA - 同上表参道沿いにある。
- TOGA（トーガ） - 1997年、パリコレにも進出する古田泰子が設立したファッションブランド（古代ローマの上着トガも参照）。隣接して古着のセレクトショップトーガXT原宿もある。表参道沿いの上記ZARA裏手にある[57]。
- アニエス・ベー ボヤージュ (Agnés b. VOYAGE) - 南青山5丁目骨董通り界隈に旗艦店の青山店がある。フランス語での本来の読み方は「アニエス・ベー ボワイヤージュ」となる。表参道沿いにある。
- カルツェドニア (CALZEDONIA) - 1987年ヴェローナ創業イタリア発のレッグウェアないしボトムスや、ビーチウェアないし水着のフランチャイズブランド[58]。「CALZEDONIA & intimissimi」と、下着の「インティミッシミ」ブランドとの共同店舗での展開。大阪茶屋町店（2016年11月心斎橋に移転）に続き2015年4月にアニエスベーボヤージュ並び同表参道沿いに開店[59]。その他北青山表参道交差点界隈等にある。
- ザ・ボディショップ 表参道店 - 同上表参道沿いにある。
- キプリング (Kipling, 現在は閉店) - 1987年にアントワープで創業したベルギー発のブランド。2013年に北青山3丁目表参道交差点界隈から旗艦店が明治通り沿いに移転開店したが、2018年現在までに閉店。他に、銀座ファイブ等に店舗がある。
- ガガミラノ - 2004年ミラノ創業、腕時計を中心としたイタリア発ブランド。北青山3丁目表参道交差点界隈と神宮前6丁目明治通り沿いにある
- ザ・ノース・フェイス - 同上明治通り沿いに同原宿店とレディース中心のザ・ノース・フェイス・マーチ店がある[60]。また、これら二店がある明治通りの裏手キャットストリート沿いにザ・ノースフェイス・キッズ店があり、同ストリート沿い近隣に同業他社パタゴニアの店舗等もある。
- niko and...（ニコアンド） - アパレルのポイント社（現アダストリア）による7つのオリジナルブランドコレクトショップの大型店『コレクトポイント』跡に、2014年10月に開店したオリジナルブランドも含めたセレクトショップやカフェ等を設置した複合商業施設。同上明治通り沿いにある[61]。ラフォーレ原宿にあるローリーズファームやキャットストリートにもあるハレ、「SoLaDo竹下通り」内のレピピアルマリオ等全国展開ブランドは同グループ。
- MILK - 1970年、旧原宿セントラルアパートで大川ひとみが創業した、いわばロリータ・ファッションの源流になるストリートファッションブランド。現在は同上明治通り沿いその他に店舗がある。
- ジャーナルスタンダード - イエナ等を展開する日本のベイクルーズグループによるオリジナルブランド、かつセレクトショップ。キャットストリート沿いの同表参道店、神宮前交番横のジャーナルスタンダード・レリューム (relume) 表参道店、表参道沿い平禄寿司裏手の同ラックス (luxe) 表参道店がある。また、南青山5丁目骨董通りにはベイクルーズグループがライセンス展開するラデュレの先に、同レサージュ (L'ESSAGE) 青山店がある。
- リーボッククラシックストア東京 - キャットストリート沿いにある。
- パリミキ原宿店 - キャットストリート沿いにある。
- 松本青果 - キャットストリート沿いにある、古くからある青果店。
- RAGTAG原宿店 - コムデギャルソン等ハイブランド主体の古着屋ないしアパレルリサイクルショップチェーン。キャットストリート沿いにある。
- ASOKO原宿店 - 上記フライングタイガーコペンハーゲン同様の、大阪南堀江発のインテリア雑貨のチェーン店[62]。明治通り沿いにある。300円ショップの3coinsやバッグブランドのラシット (russet) は同じパルグループ社が展開。
- ダイヤモンド社本社
- 原宿リハビリテーション病院 - キリンビール原宿本社ビル跡地に設置。
- 京セラ原宿ビル - 1974年7月竣工。当初は光学機器メーカーヤシカ東京営業所として開設。過去には本田技研工業本社およびショールーム、トルコ共和国大使館、ライトオンデザイン室、渡辺プロダクションなどが入居していた。
- 神宮通公園トイレ - 渋谷区内に快適な公衆トイレを設置する「THE TOKYO TOILET」プロジェクトの対象となり、安藤忠雄によるデザインで改築、2020年9月に利用が開始された。[63]

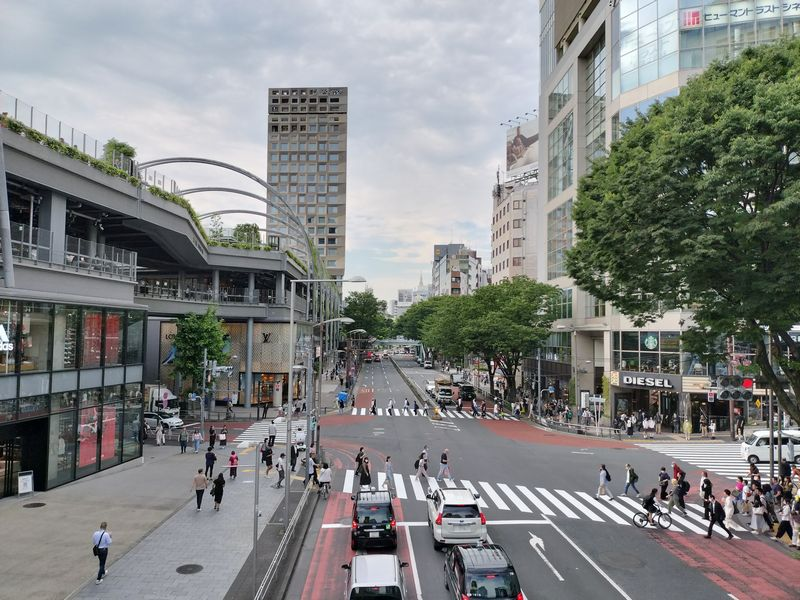
宮下公園と明治通り
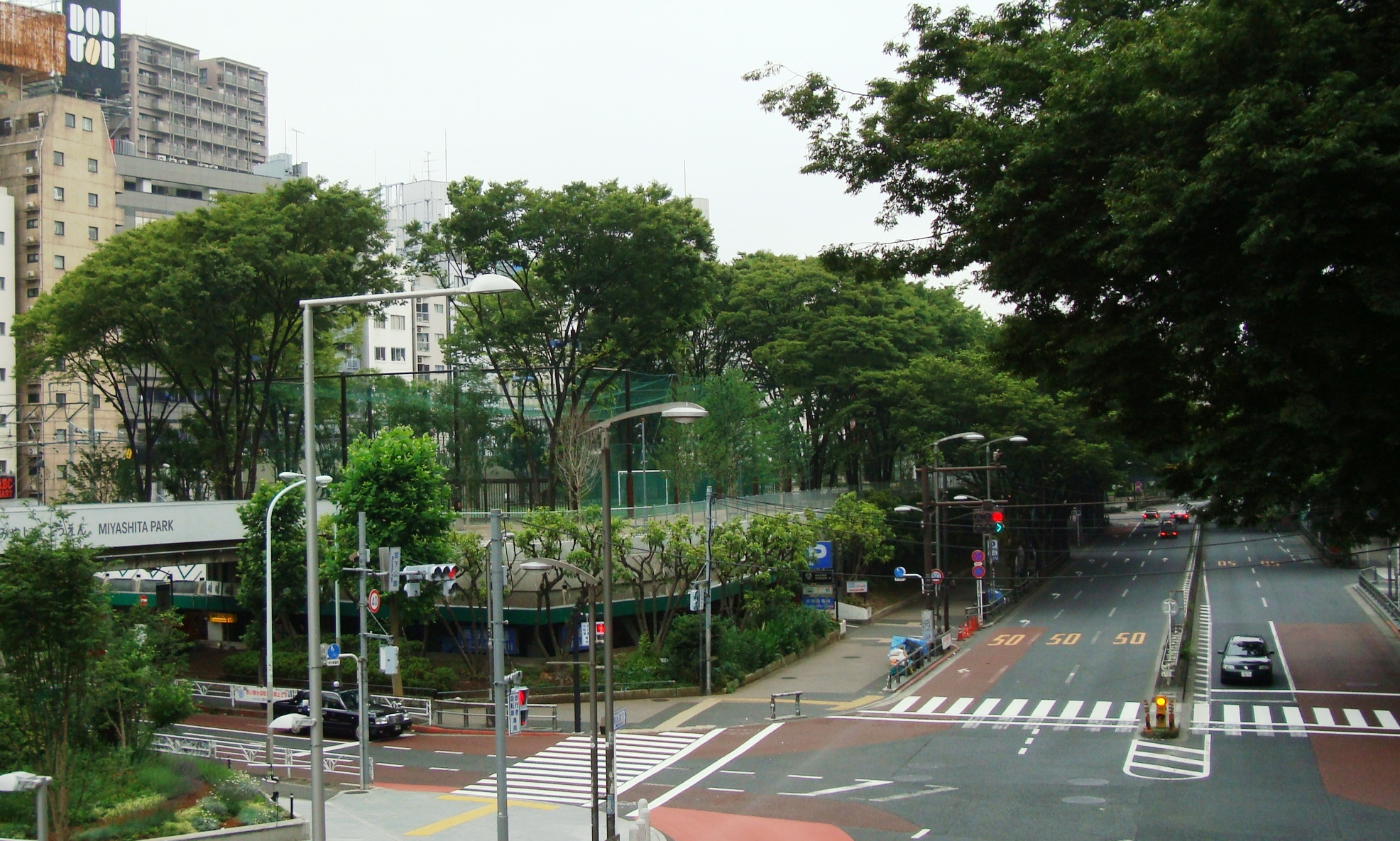
2011年の様子

## 事業所
2021年（令和3年）現在の経済センサス調査による事業所数と従業員数は以下の通りである。
| 丁目         | 事業所数    | 従業員数 |
| ------------ | ----------- | -------- |
| 神宮前一丁目 | 633事業所   | 10,179人 |
| 神宮前二丁目 | 543事業所   | 7,905人  |
| 神宮前三丁目 | 748事業所   | 6,489人  |
| 神宮前四丁目 | 665事業所   | 6,301人  |
| 神宮前五丁目 | 715事業所   | 9,701人  |
| 神宮前六丁目 | 989事業所   | 12,883人 |
| 計           | 4,293事業所 | 53,458人 |

### 事業者数の変遷
経済センサスによる事業所数の推移。
| 年                 | 事業者数 |
| ------------------ | -------- |
| 2016年（平成28年） | 3,793    |
| 2021年（令和3年）  | 4,293    |

### 従業員数の変遷
経済センサスによる従業員数の推移。
| 年                 | 従業員数 |
| ------------------ | -------- |
| 2016年（平成28年） | 49,511   |
| 2021年（令和3年）  | 53,458   |

## 歴史
- 1889年（明治22年）5月1日 - 町村制施行により、千駄ヶ谷村、原宿村および穏田村が合併し、東京府南豊島郡千駄ヶ谷村が発足。
- 1896年（明治29年）4月1日 - 南豊島郡と東多摩郡が合併し、豊多摩郡となる。
- 1907年（明治40年）4月1日 - 千駄ヶ谷村が町制施行し、千駄ヶ谷町となる。
- 1932年（昭和7年）10月1日 - 豊多摩郡千駄ヶ谷町が東京市に編入され、同市渋谷区の一部となる[66]。
- 1943年（昭和18年）7月1日 - 東京都制施行。東京市渋谷区は東京都渋谷区となる。
- 1965年（昭和40年）3月1日 - 当地区の住居表示を実施。従前の原宿一 - 三丁目を中心とする区域の町名が神宮前一丁目から神宮前六丁目となる[67]。

### 町名の変遷
| 実施後         | 実施年月日    | 実施前                                                 |
| -------------- | ------------- | ------------------------------------------------------ |
| 竹下町         | 1932年10月1日 | 渋谷町大字上渋谷字竹下                                 |
| 神宮通二丁目   | 1932年10月1日 | 渋谷町大字神宮通二丁目                                 |
| 上通一丁目     | 1932年10月1日 | 渋谷町大字上通一丁目                                   |
| 青葉町         | 1932年10月1日 | 渋谷町大字青葉                                         |
| 宮下町         | 1932年10月1日 | 渋谷町大字宮下                                         |
| 神南町         | 1932年10月1日 | 渋谷町大字神南                                         |
| 代々木外輪町   | 1932年10月1日 | 代々幡町大字代々木字外輪                               |
| 穏田一丁目     | 1932年10月1日 | 代々幡町大字穏田字赤羽根・字前田                       |
| 穏田二丁目     | 1932年10月1日 | 代々幡町大字穏田字穏田                                 |
| 穏田三丁目     | 1932年10月1日 | 代々幡町大字穏田字大原・字源氏山                       |
| 原宿一丁目     | 1932年10月1日 | 千駄ヶ谷町大字原宿字竹ノ下・字北原宿                   |
| 原宿二丁目     | 1932年10月1日 | 千駄ヶ谷町大字原宿字南原宿                             |
| 原宿三丁目     | 1932年10月1日 | 千駄ヶ谷町大字原宿字石田・字灰毛丸                     |
| 千駄ヶ谷二丁目 | 1932年10月1日 | 千駄ヶ谷町大字千駄ヶ谷字町内・字中村・字南前・字水ノ口 |

| 実施後       | 実施年月日   | 実施前（各町名ともその一部）                                         |
| ------------ | ------------ | -------------------------------------------------------------------- |
| 神宮前一丁目 | 1965年3月1日 | 竹下町、代々木外輪町、穏田一丁目、穏田三丁目および原宿三丁目         |
| 神宮前二丁目 | 1965年3月1日 | 原宿一丁目、原宿三丁目および千駄ヶ谷二丁目                           |
| 神宮前三丁目 | 1965年3月1日 | 原宿一丁目、原宿二丁目および原宿三丁目                               |
| 神宮前四丁目 | 1965年3月1日 | 穏田一丁目、原宿二丁目および原宿三丁目                               |
| 神宮前五丁目 | 1965年3月1日 | 上通一丁目、青葉町、穏田一丁目および穏田二丁目                       |
| 神宮前六丁目 | 1965年3月1日 | 神宮通二丁目、宮下町、神南町、穏田一丁目、穏田二丁目および穏田三丁目 |

## 世帯数と人口
2024年（令和6年）12月1日現在（渋谷区発表）の世帯数と人口は以下の通りである。
| 丁目         | 世帯数    | 人口     |
| ------------ | --------- | -------- |
| 神宮前一丁目 | 992世帯   | 1,878人  |
| 神宮前二丁目 | 2,018世帯 | 3,426人  |
| 神宮前三丁目 | 1,747世帯 | 2,949人  |
| 神宮前四丁目 | 618世帯   | 1,067人  |
| 神宮前五丁目 | 1,051世帯 | 1,961人  |
| 神宮前六丁目 | 487世帯   | 894人    |
| 計           | 6,913世帯 | 12,175人 |

### 人口の変遷
国勢調査による人口の推移。
| 年                 | 人口   |
| ------------------ | ------ |
| 1995年（平成7年）  | 12,467 |
| 2000年（平成12年） | 13,155 |
| 2005年（平成17年） | 11,716 |
| 2010年（平成22年） | 11,188 |
| 2015年（平成27年） | 12,059 |
| 2020年（令和2年）  | 12,675 |

### 世帯数の変遷
国勢調査による世帯数の推移。
| 年                 | 世帯数 |
| ------------------ | ------ |
| 1995年（平成7年）  | 5,846  |
| 2000年（平成12年） | 6,519  |
| 2005年（平成17年） | 5,957  |
| 2010年（平成22年） | 6,151  |
| 2015年（平成27年） | 6,605  |
| 2020年（令和2年）  | 7,305  |

## 学区
区立小・中学校に通う場合、学区は以下の通りとなる（2023年3月時点）。
| 丁目         | 番地                               | 小学校               | 中学校                 | 調整区域による変更可能校                                         |
| ------------ | ---------------------------------- | -------------------- | ---------------------- | ---------------------------------------------------------------- |
| 神宮前一丁目 | 1番 - 6番 21番 - 24番              | 渋谷区立千駄谷小学校 | 渋谷区立原宿外苑中学校 |                                                                  |
| 神宮前一丁目 | 7番 - 20番                         | 渋谷区立神宮前小学校 | 渋谷区立原宿外苑中学校 |                                                                  |
| 神宮前二丁目 | 1番 - 8番 17番                     | 渋谷区立神宮前小学校 | 渋谷区立原宿外苑中学校 |                                                                  |
| 神宮前二丁目 | 9番 - 16番 18 - 35番               | 渋谷区立千駄谷小学校 | 渋谷区立原宿外苑中学校 |                                                                  |
| 神宮前三丁目 | 18番 - 28番                        | 渋谷区立千駄谷小学校 | 渋谷区立原宿外苑中学校 | 渋谷区立神宮前小学校                                             |
| 神宮前三丁目 | 1番 - 17番 29番 - 42番             | 渋谷区立神宮前小学校 | 渋谷区立原宿外苑中学校 |                                                                  |
| 神宮前四丁目 | 全域                               | 渋谷区立神宮前小学校 | 渋谷区立原宿外苑中学校 |                                                                  |
| 神宮前五丁目 | 1番 - 19番                         | 渋谷区立神宮前小学校 | 渋谷区立原宿外苑中学校 |                                                                  |
| 神宮前五丁目 | 20番 - 33番                        | 渋谷区立神南小学校   | 渋谷区立原宿外苑中学校 | 渋谷区立神宮前小学校 渋谷区立常磐松小学校                        |
| 神宮前五丁目 | 34番 - 53番                        | 渋谷区立神南小学校   | 渋谷区立松濤中学校     | 渋谷区立神宮前小学校 渋谷区立常磐松小学校 渋谷区立原宿外苑中学校 |
| 神宮前六丁目 | 12番 15番 - 17番 24番 - 27番       | 渋谷区立神南小学校   | 渋谷区立原宿外苑中学校 | 渋谷区立神宮前小学校 渋谷区立常磐松小学校                        |
| 神宮前六丁目 | 18番 - 23番                        | 渋谷区立神南小学校   | 渋谷区立松濤中学校     | 渋谷区立神宮前小学校 渋谷区立常磐松小学校                        |
| 神宮前六丁目 | 1番 - 11番 13番 - 14番 28番 - 35番 | 渋谷区立神宮前小学校 | 渋谷区立原宿外苑中学校 |                                                                  |

## 交通

### 鉄道
- 原宿駅
- 渋谷駅
- 明治神宮前駅
- 表参道駅
- 外苑前駅

## 居住その他ゆかりある人物
政治家・官僚等
- 大山厳（陸軍大将、陸軍大臣、参謀総長） - ネッコ坂付近に居住
- 大山捨松（知識人・教育者、大山厳の妻） - 同上
- 米内光政（海軍大将、海軍大臣、内閣総理大臣） - 1940年頃まで旧竹下町居住
- 石井菊次郎（外交官、外務大臣） - 青葉町（現在の旧こどもの城や国連大学界隈の神宮前5丁目ないし渋谷1丁目）に居住し、1945年5月25日の東京大空襲で行方不明・死去。
- 北田正元（外交官、初代アフガニスタン公使） - 旧原宿ないし神宮前居住
- 今東光（僧侶、作家、自民党参議院議員）
- 岸田文武（通産官僚、自民党衆議院議員、現首相岸田文雄の父） - 広島県人で東京の自宅住所は神宮前六丁目[注釈 3]。父岸田正記が穏田マンション社長を務めた[75]。亀井伯爵家出身の亀井久興によると「生まれた東京の屋敷はJR原宿駅周辺にあり、母屋は3階建ての洋館だった。後に岸田文雄さんの祖父・正記さんにお譲りした。」という[76]。
- 岸田俊輔（大蔵官僚、銀行家、岸田文武の弟） - 住所は神宮前六丁目[77]。
- 宮澤喜一（大蔵官僚、自民党衆議院議員、内閣総理大臣） - 東京の自宅住所は旧穏田ないし神宮前六丁目[78]。
- 宮澤弘（自治官僚、自民党参議院議員、広島県知事、宮澤喜一の弟、宮澤洋一の父、妻は岸田文武の妹） - 東京の自宅住所は神宮前六丁目[79]。
- 小泉純也（自民党衆議院議員）・小泉芳江（純也の妻） - 駆け落ち同然で同潤会青山アパートメントで暮らした末に結婚。子に元首相小泉純一郎ら[80]。
- 豊島格（通産官僚、資源エネルギー庁長官、小泉純一郎の義兄） - 神宮前居住
- 長谷部健（現渋谷区長） - 神宮前出身[81]

その他諸分野
- 徳富蘆花 - 作家。現在表参道ヒルズ裏手の青山寄り神宮前4丁目にあたる旧原宿に居住した。
- 若林忠志（プロ野球選手） - 法大時代に学生結婚し、嫁の実家本間家の敷地がある旧穏田居住
- 米山正夫（作曲家） - 旧穏田出身
- 橋立孝一郎（キデイランド創業者） - 隣接旧渋谷町出身で、渋谷・原宿界隈で育つ。
- 長岡鉄男（オーディオ評論家） - 旧青山北町出身、旧穏田の同潤会青山アパートメントに居住。
- 京マチ子（女優） - コープオリンピアに居住[82]。
- 真樹日佐夫（漫画原作者、空手家） - 旧穏田出身
- 浅井慎平（写真家） - 旧原宿セントラルアパートに居住。
- タモリ（司会者、お笑いタレント） - 同上
- 小宮山雄飛（ミュージシャン、カレー研究家） - 神宮前ないし原宿出身[83]
- きゃりーぱみゅぱみゅ（ファッションモデル、歌手） - 原宿のストリートスナップでモデル活動を開始し、ブログで人気を集めた後、中田ヤスタカの下で歌手活動を開始した。

## その他

### 日本郵便
- 郵便番号 : 150-0001[3]（集配局 : 渋谷郵便局[84]）。